# Châu Hồng
Châu Hồng là một xã thuộc tỉnh Nghệ An, Việt Nam. Xã được hình thành trên cơ sở sáp nhập các xã Châu Tiến (huyện Quỳ Hợp), Châu Thành và Châu Hồng của huyện Quỳ Hợp trong đợt Sáp nhập tỉnh thành Việt Nam 2025.

## Địa lý
Xã Châu Hồng có vị trí địa lý:
- Phía Đông giáp xã Châu Lộc và xã Châu Bình;
- Phía Nam giáp xã Mường Ham và xã Châu Lộc;
- Phía Tây giáp xã Hùng Chân;
- Phía Bắc giáp xã Hùng Chân và xã Châu Bình.

Xã Châu Hồng có diện tích tự nhiên 134,05 km².

## Hành chính và tên gọi
Xã Châu Hồng được thành lập theo Nghị quyết số 1678/NQ-UBTVQH15 của Ủy ban Thường vụ Quốc hội Việt Nam, ban hành ngày 16 tháng 6 năm 2025. Theo đó, sắp xếp toàn bộ diện tích tự nhiên, quy mô dân số của các xã Châu Tiến (huyện Quỳ Hợp), Châu Thành và Châu Hồng thuộc huyện Quỳ Hợp trước đây thành một xã mới có tên gọi là xã Châu Hồng.
Trước đó, theo Đề án sắp xếp đơn vị hành chính cấp xã tỉnh Nghệ An, xã này là xã Quỳ Hợp 4.
Sau sắp xếp xã có diện tích tự nhiên: 134,05 km², quy mô dân số: 11.809 người.